# Mikušovce (Ilava)
Mikušovce é um município da Eslováquia, situado no distrito de Ilava, na região de Trenčín. Tem 8,5 km² de área e sua população em 2018 foi estimada em 1.026 habitantes.

## Demografia
| Ano:        | 1994 | 2004   | 2014   | 2024   |
| ----------- | ---- | ------ | ------ | ------ |
| Broj ljudi: | 1014 | 1019   | 1028   | 1044   |
| Razlika:    |      | +0,49% | +0,88% | +1,55% |

| Ano:               | 2023 | 2024   |
| ------------------ | ---- | ------ |
| Número de pessoas: | 1050 | 1044   |
| Diferença:         |      | -0,57% |